# Roomba

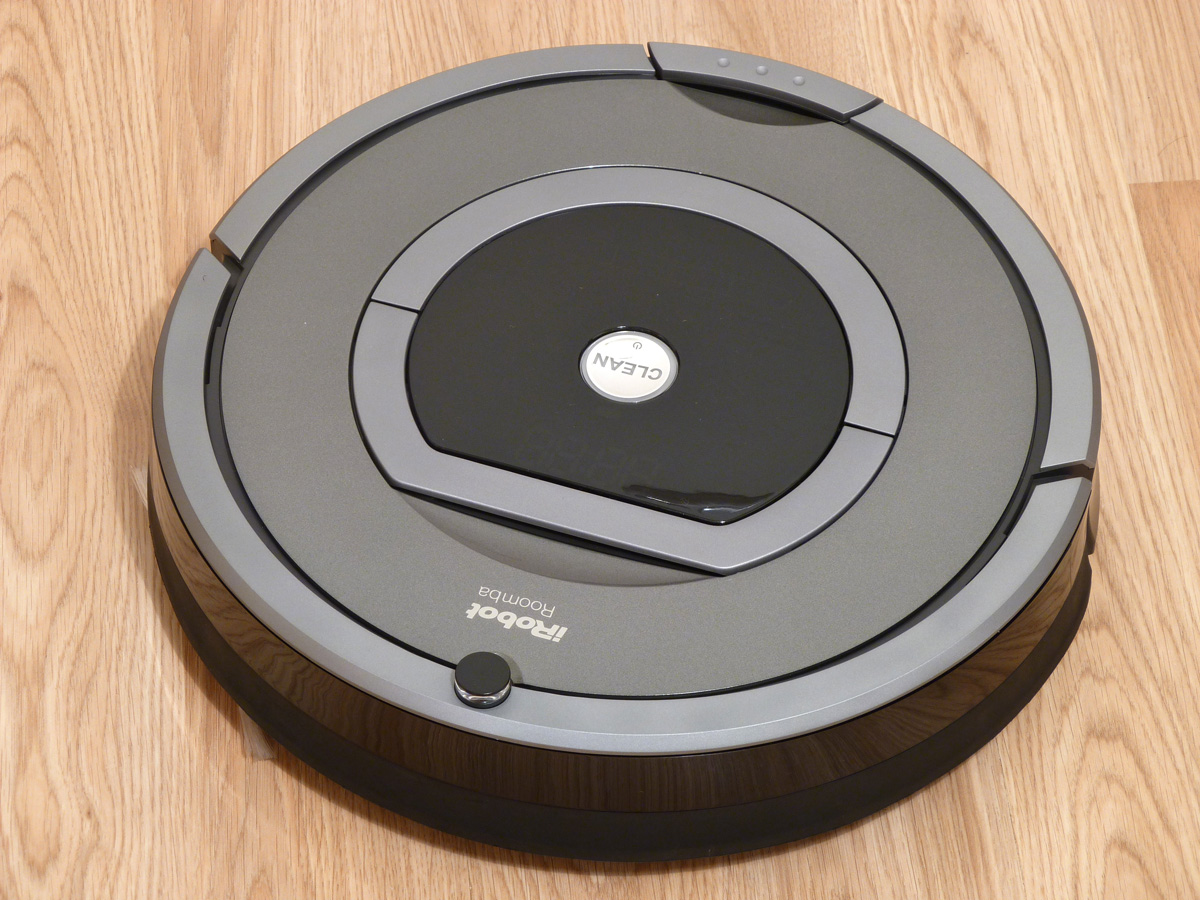
iRobot Roomba 780

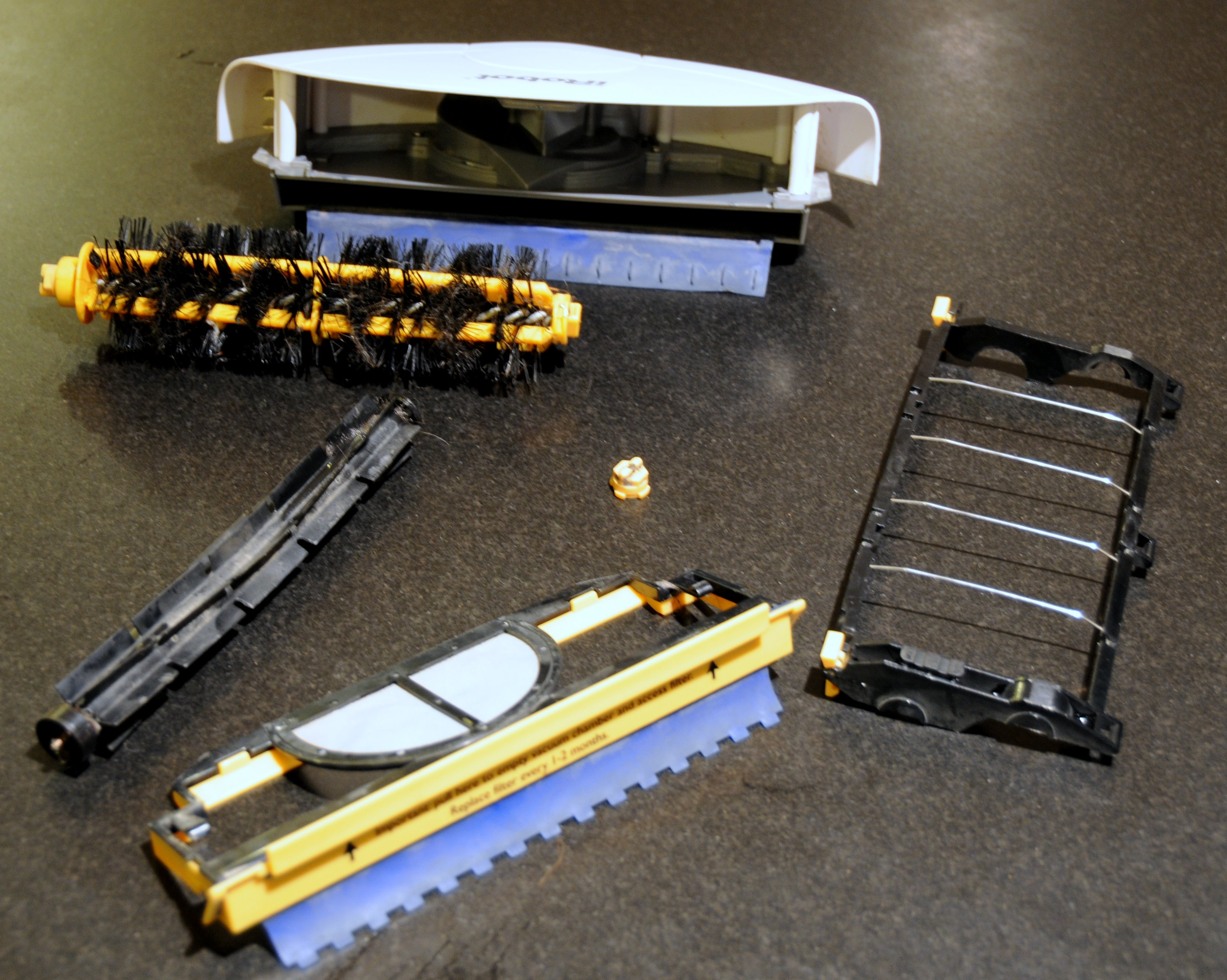
Akcesoria do robotów serii: 600, 700 i 800

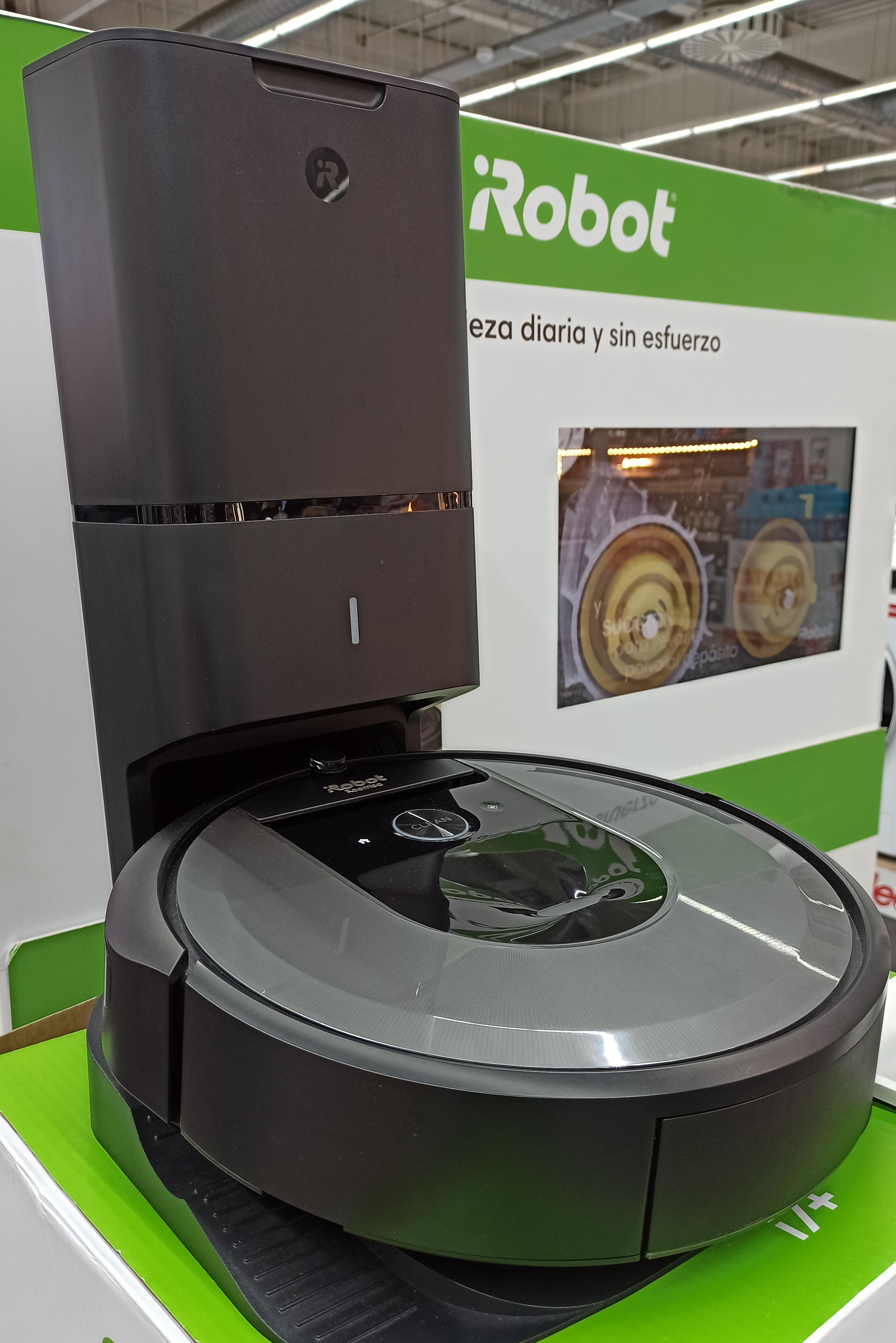
iRobor Roomba i7 ze stacją automatycznego opróżniania (Clean Base)

Roomba – robot wykorzystywany w gospodarstwie domowym jako odkurzacz, produkowany przez amerykańskie przedsiębiorstwo iRobot. 
Urządzenie ma kształt dysku. Jego zadaniem jest samodzielne poruszanie się w pomieszczeniu (lub na pewnym obszarze) w celu usunięciu kurzu i innych odpadków z powierzchni. Robot posiada zestaw czujników dotykowych - jeden duży z przodu, a także czujniki umocowane na obrzeżach podwozia, które uniemożliwiają zjechanie z podwyższenia (np. ze schodów) - dzięki nim po najechaniu na przeszkodę Roomba „wie”, kiedy zmienić kierunek jazdy (robi to losowo). Z racji swego kształtu Roomba nie jest w stanie wysprzątać wszystkich zakamarków (na przykład w narożnikach, ale posiada obracające się szczoteczki boczne, które wystają 5 cm od urządzenia i przy codziennych sprzątaniach radzi sobie i z tym problemem), mogą występować również problemy ze sprzątaniem czarnych powierzchni (ponieważ traktuje to jako wysokość; można sobie z tym poradzić podklejając czujniki wysokości). Roomba monitoruje 67 razy na sekundę otoczenie i dostosowuje swoje ruchy do niego. Urządzenie sprząta różnego rodzaju powierzchnie: dywan, płytki, drewniane podłogi. Sprząta do 3 godzin, ale robi to bez ingerencji człowieka. 